# Nebulosa escura

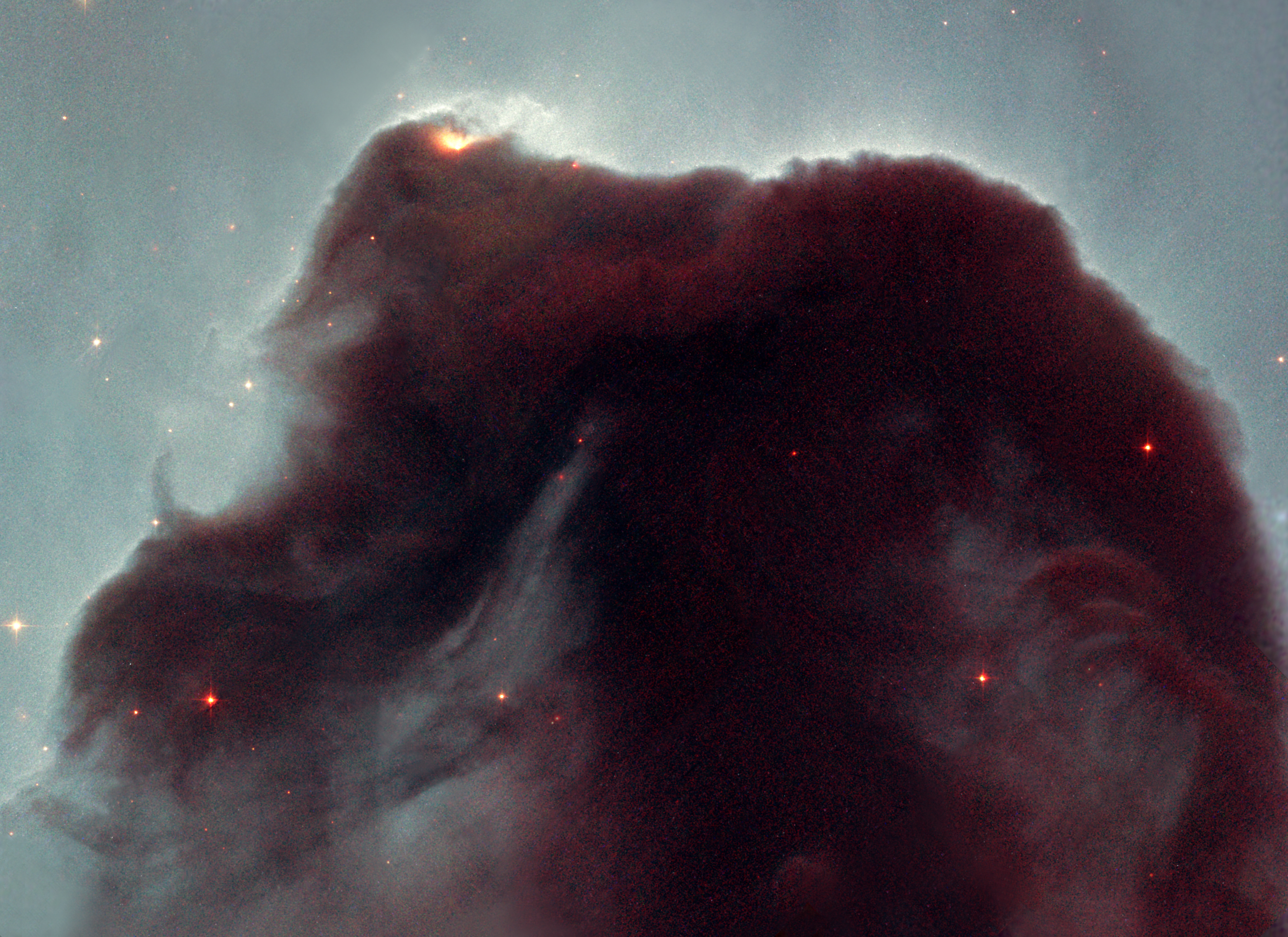
Presumivelmente a mais famosa nebulosa escura a Nebulosa cabeça de cavalo.

Uma nebulosa escura é uma grande nuvem molecular, as quais se apresentam como regiões pobres em estrelas onde a poeira do meio interestelar parece estar concentradas.
Nebulosas escuras podem ser vistas quando elas obscurecem parte de uma nebulosa de reflexão ou uma emissão (por exemplo a nebulosa cabeça de cavalo) ou se elas bloqueiam estrelas de fundo (por exemplo a Nebulosa do Saco de Carvão). As maiores nebulosas escuras são visíveis a olho nu; elas aparecem como caminhos escuros contra o fundo brilhante da Via Láctea.

## Astrofísica da nebulosa escura
O hidrogênio destas nuvens escuras opacas existe na forma de hidrogênio molecular. A maior nebulosa deste tipo, a chamada nuvem molecular gigante (NMG), é mais do que um milhão de vezes a massa do Sol. Ela contém mais massa do que o meio interestelar, e quase 150 anos-luz de comprimento, e tem uma densidade média de 100 a 300 molécula por centímetro cúbico e uma temperatura interna de 7 a 15 K. Nuvens moleculares consistem basicamente de gás e poeira, mas contém muitas estrelas também. As cores dessas nuvens estão completamente escondidas da visão e não são detectáveis exceto para a emissão de micro-ondas de suas moléculas constituintes. Esta radiação não é absorvida pela poeira e rapidamente escapa da nuvem. O material interno da nuvem é arrastado coeso em todas as direções, com algumas nuvens reduzindo-se a massa de estrelas individuais, pequenos arrastões devem estender-se a cerca de um ano luz. As nuvens têm um campo magnético interno que se opõe a sua própria gravidade.
A NMG desempenha um importante papel na dinâmica da galáxia: quando uma estrela passa próxima a um NMG, um considerável impulso gravitacional abalará a órbita da estrela de forma significativa. Depois de repetidas aproximações, uma estrela de meia-idade terá componentes significativos de velocidade em todas as direções, ao invés de uma órbita quase circular como uma estrela jovem (isto é porque a jovem estrela herda a órbita circular da NMG onde ela nasceu). Isto dá aos astrônomos outra ferramenta para estimar a idade de estrelas, e ajuda a explicar a espessura do disco galáctico
Na região interna de uma nebulosa escura importantes eventos têm lugar, tais como a formação das estrelas e masers.